# Elecciones provinciales de Misiones de 1963
Las elecciones generales de la provincia de Misiones de 1963 tuvieron lugar el 7 de julio de 1963, al mismo tiempo que las elecciones presidenciales y legislativas a nivel nacional. Tuvieron lugar con el objetivo de restaurar las instituciones constitucionales tras el golpe de Estado de 1962 que derrocó a Arturo Frondizi y restauró la proscripción al peronismo. Debía elegirse al gobernador para el período 1963-1967 y a los 32 escaños de la Cámara de Representantes.
En consonancia con los eventos ocurridos a nivel nacional y la controvertida elección de Arturo Umberto Illia, Mario Losada, de la Unión Cívica Radical del Pueblo (UCRP), resultó elegido con un bajo 28.32% de los voto contra el 26.90% de la Unión Cívica Radical Intransigente (UCRI). Un 25.34% de votos emitidos fueron en blanco o anulados.

## Resultados

### Gobernador y Vicegobernador
|  | 28.32 % |

|  | 26.90 % |

|  | 16.26 % |

|  | 11.42 % |

|  | 7.72 % |

|  | 5.35 % |

|  | 2.32 % |

|  | 1.72 % |

|  | 74.67 % |

|  | 19.40 % |

|  | 5.94 % |

|  | 100.00 % |

|  | 72.50 % |

### Cámara de Representantes
|  | 28.44 % |

|  | 27.33 % |

|  | 16.82 % |

|  | 11.55 % |

|  | 6.04 % |

|  | 5.66 % |

|  | 2.37 % |

|  | 1.80 % |

|  | 73.56 % |

|  | 17.33 % |

|  | 9.12 % |

|  | 100.00 % |

|  | 71.98 % |